# Herman Potočnik
Herman Potočnik (pseudonym Hermann Noordung) född den 22 december 1892, död den 27 augusti 1929, var en slovensk rymdraketsingenjör. Potočnik specialiserade sig inom kunskapen om hur människan skulle kunna leva en längre tid i rymden.

## Hans liv
Potočnik föddes i Pula i Kroatien, som på den tiden låg i Österrike-Ungern. Hans föräldrar var slovener. Varför han valde namnet Noordung som pseudonym, är fortfarande okänt. Men många tror att detta namn betyder "ingen ordning", "utan ordning" (från det tyska Ordnung, "ordning", och antagandet att "N" i namnet är en negation). Hans far Jožef var läkare i den österrikiska-ungerska armén och blev senare general inom armén. Potočniks far dog 1894 och då flyttade familjen till Maribor (på den tiden Marburg). Potočnik hade två bröder, Adolf och Gustav, och en syster som hette Francia. Han tillbringade det mesta av sin barndom i Maribor och Vitanje. Efter att han gått klart grundskolan i Maribor studerade han på ett militärt inriktat gymnasium. Efter det studerade Potočnik vid det tekniska militära akademin i Mödling, nära Wien. Han utbildade sig till ingenjör fänrik och specialiserade sig inom byggandet av järnvägar och broar. Under första världskriget tjänstgjorde Potočnik i Galizien, Serbien och Bosnien. Han blev befordrad till första löjtnant år 1915. År 1919 fick han dock gå i pension eftersom han blev sjuk i tuberkulos under krigstiden. Han blev befordrad till kapten innan han fick gå i pension. Potočnik började då studera elteknik och maskinteknik vid det tekniska universitetet i Wien. Han doktorerade inom ingenjörsvetenskap och från 1925 ägnade han sig nästan helt och hållet åt rymdteknologi. Vid slutet av 1928 publicerade han en bok som heter Das Problem der Befahrung des Weltraums - der Raketen-Motor (Problemet med rymdfärder - Raketmotorn). Boken publicerades för första gången i Berlin och var den enda boken han någonsin publicerade. Den består av 188 sidor och 100 handmålade illustrationer, där han beskriver en plan för hur människan kan leva ute i rymden mer permanent. Tack vare hans idéer blev han en av grundarna till astronautik. Eftersom han var kroniskt sjuk, kunde han inte hitta ett arbete eller gifta sig. Han levde hos sin bror Adolf i Wien. Han dog av lunginflammation i Wien när han var 36 år gammal år 1929.
Idag finns det gator i både Graz och Ljubljana som bär hans namn. År 1999 hölls det en två dagar lång internationell minneskonferens om hans liv och hans arbete i universitetet i Maribor. Då firade man även att det gått 70 år sedan man för första gången publicerat hans kända bok. Man vill ställa en staty av Herman Potočnik i hans hemstad Pula, men det pågår fortfarande en diskussion om detta.